# توش باریل
توش بشکه (انگلیسی: Tosh Barrell; ۷ ژوئیهٔ ۱۸۸۸ – ۱۸ مهٔ ۱۹۶۰) بازیکن فوتبال اهل بریتانیا بود.
از باشگاه‌هایی که در آن بازی کرده‌است می‌توان به باشگاه فوتبال لینکولن سیتی اشاره کرد.